# Budzowa Przełączka
Budzowa Przełączka
(niem. Buchentalkerbe, słow. Budzova štrbina, węg. Budz-rés) – położona na wysokości około 2125 m przełączka w długiej wschodniej grani Świnicy w polskich Tatrach Wysokich, pomiędzy Wielką Buczynową Turnią (2184 m) a turnią nazywaną Budzową Igłą (ok. 2130 m). Na północny zachód, a potem na północ opada z niej duże żlebisko do Zadnich Usypów w Pańszczycy, zaś na południe, do żlebu z Przełęczy Nowickiego (do Dolinki Buczynowej) system rynien i zacięć.
Przez Budzową Przełączkę nie prowadzi żaden szlak turystyczny, ale nieco poniżej niej, po stronie południowej prowadzi czerwono znakowany szlak Orlej Perci. Przechodzi on inną nienazwaną przełączką ubezpieczoną łańcuchami, a następnie południowymi stokami Wielkiej Buczynowej Turni, w której znajduje się jeszcze kilka innych turni.

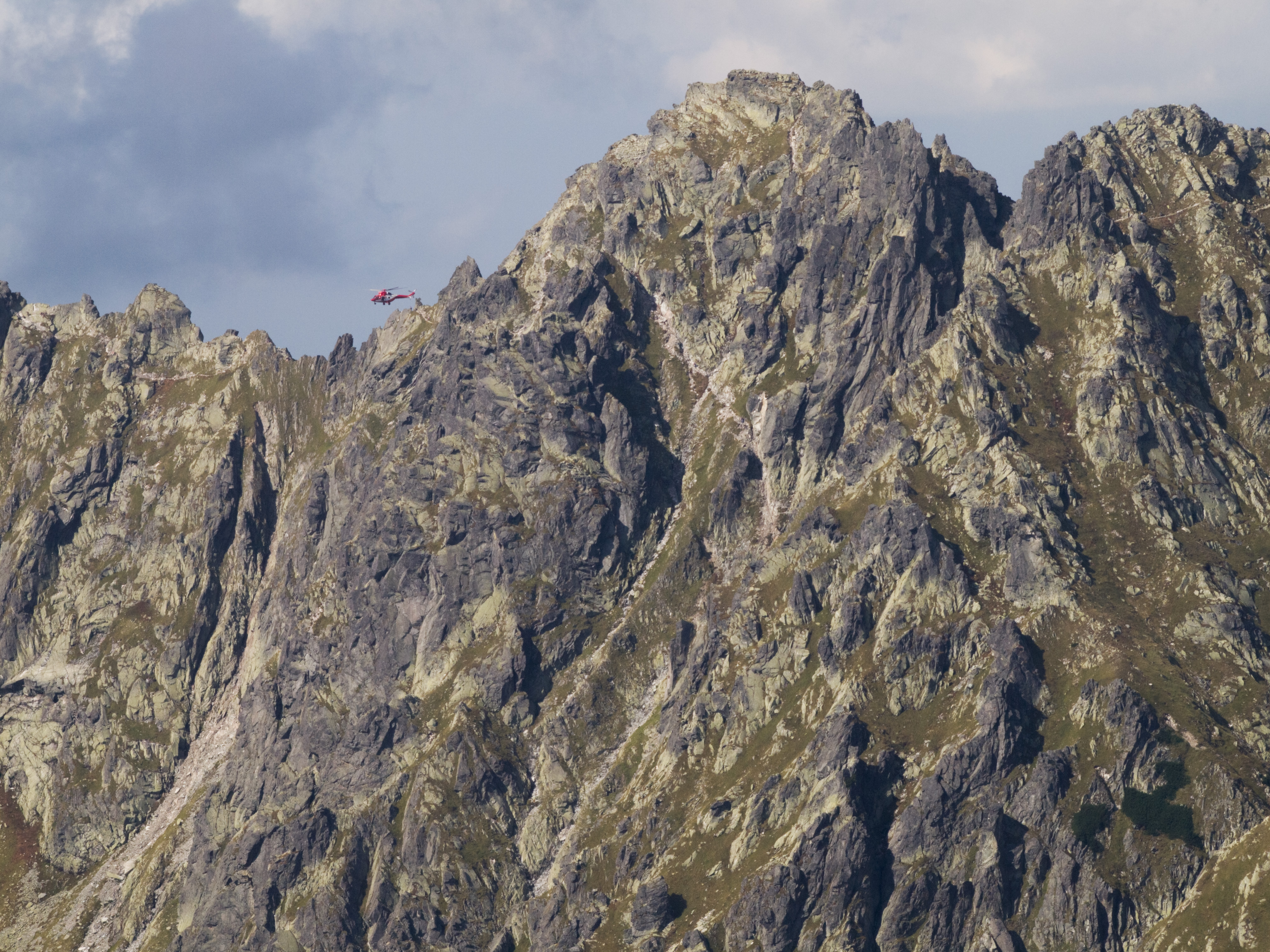
Wielka Buczynowa Turnia, na lewo od niej niewielka Budzowa Igła, pomiędzy nimi Budzowa Przełączka

W rejonie Budzowej Przełączki dopuszczalna jest wspinaczka skalna, ale tylko od strony Dolinki Buczynowej. Prowadzi na nią kilka dróg wspinaczkowych”
- Z Przełęczy Nowickiego granią przez Budzową Igłę; II stopień trudności w skali tatrzańskiej, czas przejścia 20 min,
- Z Przełęczy Nowickiego z ominięciem grani po północnej stronie; I, 20 min,
- Z Pańszczycy północnym żlebem; I, 45 min,
- Od południa, z Orlej Perci; 0[2].